# Елизабет Бурбон-Френска
Елизабет Филипина Мари Елен Френска (на френски: Élisabeth Philippine Marie Hélène) е сестра на Луи XVI, на Луи XVIII и на Шарл X. Дъщеря на дофина Луи Фердинанд дьо Бурбон и на Мария Жозефа Сакска.
Останала рано без родители (баща ѝ и майка ѝ умират скоро един след друг от туберкулоза), Елизабет силно се привързва към братята си, които макар и много различни като характери, ѝ отговарят със същата силна братска любов. Тя прекарва целия си живот във Версай, отказвайки да се омъжи, за да бъде близо до Луи XVI и Мария Антоанета. Била е известна с добротата и набожността си и характерът ѝ ѝ спечелвал много симпатии.
По време на Революцията тя отказва да емигрира и споделя съдбата на кралското семейство. Затворена е в тъмницата в Тампл (1792), където бди над малката си племенница Мари Терез Шарлот след екзекуцията на Луи XVI и Мария Антоанета, учейки я да вярва в християнските добродетели и да не търси отмъщение.
Гилотинирана е на 10 май 1794 г. и е погребана заедно с други избити аристократи в гробището Еранси (Cimetière des Errancis) в покрайнините на тогавашния Париж. След Революцията, когато там се прокарва булевард, останките са пренесени в безпорядък в Парижките катакомби. Днес нейно изображение е поставено в катедралата „Сен Дени“.